# Adolfo Sáenz-Alonso
Adolfo Sáenz-Alonso (Portugalete, Vizcaya, 1875- San Sebastián, 1964) fue uno de los fundadores y primer presidente de la Real Sociedad de Fútbol

## Biografía
Natural de la localidad vizcaína de Portugalete. Su vida profesional estuvo vinculada en un principio al mundo de la enseñanza siendo profesor de lenguas clásicas en la Universidad de Oñate, donde llegó a ser catedrático. En esta universidad daba clases de latín, griego clásico, árabe y hebreo.
En 1901 la universidad fue clausurada y Adolfo Sáenz-Alonso opositó a una plaza de notaría, que obtuvo en 1903 en San Sebastián. A partir de ese momento fijó su residencia hasta su muerte en la capital donostiarra, aunque fue un viajero incansable y pasó también largas temporadas viviendo en París.
Fue un gran aficionado a todo tipo de deportes, siendo practicante de esgrima. Como aficionado al fútbol fue uno de los fundadores de la Real Sociedad de Fútbol en septiembre de 1909; siendo elegido primer presidente de la entidad. Como tal dirigió el club durante tres años, hasta 1912. Durante ese periodo el club organizó un campeonato paralelo a la Copa del Rey de Fútbol de 1910, posteriormente reconocido en el palmarés del torneo, en el que la Real, bajo el nombre de Vasconia, fue subcampeón del torneo.
- Datos: Q5485783